# Erdgastrasse
Mit Erdgas-Trasse oder Erdgastrasse bezeichnet man den Verlauf oder das Projekt der Errichtung einer Erdgasleitung, also einer Pipeline zur Beförderung von Erdgas. Sie führt selten vom Quellgebiet einer Erdgaslagerstätte direkt zum Verbraucher, sondern verbindet meist ein Fördergebiet über mehrere Verdichterstationen, auch Kompressorstationen genannt, sowie Verteilerstationen zu den Verbrauchern. Oft erstreckt sich eine Erdgasleitung über viele Tausend Kilometer.

## Sowjetische Erdgastrassen als Projekte der DDR
Der Begriff Erdgastrasse ist im Fall des Baus von Erdgasleitungen aus der Sowjetunion nach Westeuropa unter Beteiligung von Arbeitern aus der damaligen DDR ein spezieller Sammelbegriff für diese Projekte. Sie wurden als Zentrale Jugendobjekte der FDJ der staatlichen Jugendorganisation Freie Deutsche Jugend (FDJ) durchgeführt. So trug der DDR-Bauabschnitt der Erdgasleitung Sojus („Union“) von Orenburg (Westsibirien) nach Uschhorod (Ukrainische SSR) von 1975 bis 1978 auch den Namen „Druschba-Trasse“ (Druschba, Дружба russisch für Freundschaft). Die von 1982 bis zum Ende der DDR 1990 gebauten Gas-Fernleitungen, die Gas aus dem Gasfeld Urengoi von Nowy Urengoi (Nordwesten Sibiriens) nach Westeuropa transportieren sollten (darunter die Erdgasleitung Urengoi–Pomary–Uschhorod), fungierten unter dem Namen Zentrales Jugendobjekt der FDJ „Erdgastrasse“. Mehrere Zehntausend Arbeiter, Angestellte und Ingenieure waren an diesen Projekten beteiligt.
Nach 1990 wurden die Arbeiten unter den Bedingungen der Marktwirtschaft (bis 1998) zu Ende geführt, wenn auch mit bedeutend weniger Aufwand und Personal.